# Sybra grisescens
Sybra grisescens là một loài bọ cánh cứng trong họ Cerambycidae.